# ゼロ・ペイシェンス
『ゼロ・ペイシェンス』（原題:Zero Patience）は、1993年に製作されたカナダの映画。
ビデオ邦題は『世界で初めてエイズに冒された男 〜ゼロ・ペイシェンス〜』。

## 概要
世界初のエイズに関するミュージカル映画。87年に、北米に初めてエイズを持ち込んだ男（ペイシェント・ゼロ）として新聞を賑わせた実在のカナダ人（ガエタン・デュガ）をモデルにして、彼が死者の国から、現代に自らの汚名をそそぎにくるという設定で、エイズを取り巻くメディアへの批判が描かれている。

## ストーリー
バートンは170歳で、トロントの自然史博物館に勤めている。北米にはじめてエイズを持ち込んだ人物として悪名高い「患者0号」（故人）についての資料を集め、目玉展示にしようと考えたバートンは、関係者の間を回り、調査を始める。
「0号」は死者の国から戻ってくるが、バートン以外の目には見えない。「0号」は調査に協力する代わりに、自分の汚名をそそいでほしいとバートンに依頼する。
「0号」の血液サンプルを入手し、調査を進める中で、「0号」がはじめてエイズに感染した訳ではないこと、逆にエイズが性感染症であることを解明するのに貢献したことなどがわかってくる。しかし、展示内容をめぐり2人の対立が表面化していく。

## キャスト
- リチャード・バートン：ジョン・ロビンソン
- 患者0号：ノルマン・フォトゥ
- メアリー：ディアンヌ・ハースリントン
- ジョージ（0号の友人）：リチャード・キーンズ・ダグラス
- African Green Monkey：マーラ・ルコフスキー
- ミスHIV：ミシェル・カレン
- プラシーボ博士：バーナード・ベランス
- 0号の主治医：ブレンダ・カミノ